# Araneus lithyphantiformis
Araneus lithyphantiformis là một loài nhện trong họ Araneidae.
Loài này thuộc chi Araneus. Araneus lithyphantiformis được Kyukichi Kishida miêu tả năm 1910.